# Krebsbach (Itz)
Der Krebsbach ist ein 6 km langer, linker und östlicher Zufluss der Itz in  Oberfranken in der Stadt Rödental des Landkreises Coburg und kurz auch in der kreisfreien Stadt Coburg.

## Geographie

### Verlauf
Der Krebsbach entspringt bei Rödental-Blumenrod auf 395 m, läuft vorwiegend in westlicher Richtung und mündet nordwestlich von Rödental-Waldsachsen  auf 304 m von links in die Itz.

### Zuflüsse
- Dännersgraben (links)
- (Bach aus dem Sauloch) (rechts)
- (Bach aus dem Steinschrot) (links)
- Eichgraben (links)
- (Bach aus der Rögener Hut) (links)
- Thaugraben (links)

### Orte
Orte am Lauf mit ihren Zugehörigkeiten. Nur die Namen tiefster Schachtelungsstufe bezeichnen Siedlungsanrainer.
Landkreis Coburg
- Stadt Rödental
  - Blumenrod (Dorf)
  - Spittelstein (Dorf)
  - Theißenstein (Weiler, rechts)

Kreisfreie Stadt Coburg
- Stadtteil Neu- und Neershof
  - Neershof (Dorf, in Abstand links)
  - Neuhof (Siedlung um Schloss Neuhof, in Abstand links)

Landkreis Coburg
- Stadt Rödental
  - Waldsachsen (Dorf, fast nur rechts)